# 二面質數
二面體質數是一種素數，無論在七段顯示中讀取時，其讀數仍然像是自己或另一個素數。方向（通常或上下顛倒）和表面（在鏡子上實際顯示或反射）的關係。前幾個十進制二面體素數是:2, 5, 11, 101, 181, 1181, 1811, 18181, 108881, 110881, 118081, 120121, 121021, 121151, 150151, 151051, 151121, 180181, 180811, 181081 （OEIS數列A134996）.
在每個方向和表面組合上讀取的最小二面體質數為120121，分別為121021（上下顛倒），151051（鏡像）和150151（上下顛倒和鏡像）。

基於LED的7段顯示器，顯示16位十六進制。

無論方向或表面如何，數字0、1和8都保持不變（忽略時，數字1在七段單元格的右側向左側移動的事實將被忽略）。當顛倒觀看時，圖2和圖5保持相同，並在鏡子中反射時變成彼此。在可以處理十六進制的計算器的顯示中，d和b是彼此的反射（在七段顯示十六進製表示中，b和d通常表示為小寫，而A，C ，E和F以大寫形式顯示。同樣，3將變為E反射，而A保持不變，但A和E為偶數，則三個或A不能用作第一個數字，因為反射數將為偶數。 <！-要做：用3和E查找或否定十六進制二面體質數->儘管6和9彼此顛倒，但它們在反映時不是有效數字，至少在任何數字系統袖珍計算器中都沒有通常使用。（與筆跡數的情況一樣，數字是否是二面體的，無論是素數，複合數還是其他數，都部分取決於所使用的字體。在手寫中，在2處帶有循環的2表示）它的基數可以是頻閃圖，以6表示，對於素數而言很少使用的數字；在美元鈔票上使用的字符設計中，當5表示為7時，5反映為7。鏡子，而2則倒置為7。）
不使用6或9的頻閃質數是二面體質數。這包括純位質數和僅包含數字0、1和8的所有其他回文素數（在二進制中，所有回文素數都是二面體的）。似乎不知道是否存在無限多個二面體素數，但這是從推測有無限多個循環素數得出的。
已知最大二面素數 10180054 + 8×(1058567−1)/9×1060744 + 1，由達倫·貝德威爾（Darren Bedwell）在2009年發現，它的長度為180,055位，並且可能是已知的最大的二面體質數 截至2009年.

## 備註
1. ↑  克里斯·考德威爾，前二十名：回文 （页面存档备份，存于）. 檢索於 2009-09-16